# Jan mladší Popel z Lobkowicz
Jan mladší Popel z Lobkowicz (1545 – 24. února nebo možná už 23. února 1583) byl příslušník bílinské větve šlechtického rodu Lobkoviců a hejtman litoměřického kraje. Pohřben byl v kostele sv. Petra a Pavla v Bílině.

## Původ a život
Narodil se jako syn a Litvína Popela z Lobkowicz (1518 – 6. únor 1580 Bílina) a jeho manželky Ludmily Zajícové z Házmburka (1524 – 28. říjen 1557 Bílina). Měl čtyři sourozence.

## Majetek
Vlastnil polovinu Bíliny.

## Rodina
Oženil se dvakrát. Nejdříve s Hedvikou z Oppersdorfu (1557 – 15. 5. 1580), dcerou Jiřího z Oppersdorfu na Polské Cerekvi († 1577) a jeho manželky Hedviky Kolchreitové z Lobšic. Podruhé se oženil s Kateřinou z Lobkowicz (1553 – 5. 10. 1591), dcerou Václava z Lobkowicz na Duchcově († 1574) a jeho manželky Benigny z Weitmile. Obě manželky byly pohřbeny v kostele sv. Petra a Pavla v Bílině.
Z prvního manželství se narodila dcera:
- Ludmila (1580–1623)
  - ∞ Václav Záruba z Hustířan († 1610)